# صندوق الاحتياطي العام
صندوق الاحتياطي العام، صندوق ثروة سيادي كويتي، وهو أول صناديق الثروة السيادية في العالم. تديره الهيئة العامة للاستثمار، وهو المسؤول عن استقبال معظم إيرادات الدولة ويتولّى زمام نفقات الميزانية. أسس في عام 1953، وكانت تودع فيه حينئذ جميع إيرادات الدولة، لاستثمارها وفق الحاجة، وفي عام 1976 أسس صندوق احتياطي الأجيال القادمة، الذي حولت إليه نصف أموال صندوق الاحتياطي العام، إضافة إلى إيداع ما لا يقل عن عشرة في المئة من إجمالي إيرادات الدولة سنويًا.